# Chojnice (gmina)
Chojnice est une gmina rurale du powiat de Chojnice, Poméranie, dans le nord de la Pologne. Son siège est la ville de Chojnice, bien qu'elle ne fasse pas partie du territoire de la gmina.
La gmina couvre une superficie de 458,34 km2 pour une population de 16 014 habitants.

## Géographie
La gmina inclut les villages d'Angowice, Babilon, Bachorze, Białe Błota, Borne, Charzykowy, Chiny, Chociński Młyn, Chojnaty, Chojniczki, Chojniczki-Wybudowanie, Ciechocin, Cołdanki, Czartołomie, Dębowa Góra, Doręgowice, Drzewicz, Funka, Gockowice, Granowo, Grzampki, Jabłonka, Jakubowo, Jarcewo, Jasnowo, Jeziorki, Józefowo, Kamionka, Kamionka nad jeziorem Zamarte, Karolewo, Klawkowo, Kłodawa, Kłodawka, Klosnowo, Klucza, Kokoszka, Kopernica, Kopernica nad Jeziorem, Krojanty, Kruszka, Kulki, Lichnowy, Lipienice, Lotyń, Łukomie, Małe Swornegacie, Małe Zanie, Melanówek, Melanowo, Moszczenica, Nicponie, Nieżychowice, Nieżychowice-Wybudowanie, Nowa Cerkiew, Nowa Cerkiew Szlachetna, Nowy Dwór, Objezierze, Ogorzeliny, Osiedle Słoneczne, Ostrowite, Ostrowite ZR, Owink, Pawłówko, Pawłowo, Pawłowo-Wybudowanie, Płęsno, Pomoc, Powałki, Racławki, Sepiot, Silno, Sławęcin, Śluza, Stary Młyn, Sternowo, Strużka, Styporc, Swornegacie, Topole, Wączos, Wielkie Zanie, Władysławek, Wolność, Zbeniny et Zbrzyca.
La gmina borde les gminy de Brusy, Czersk, Człuchów, Kamień Krajeński, Kęsowo, Konarzyny, Lipnica et Tuchola.